# Штурм Рейхстага
Штурм Рейхста́га — боевая операция частей Красной Армии против немецких войск по овладению зданием германского парламента. Проводилась на завершающем этапе Берлинской наступательной операции с 28 апреля по 2 мая 1945 года силами 150-й и 171-й стрелковых дивизий 79-го стрелкового корпуса 3-й ударной армии 1-го Белорусского фронта.
В ходе подготовки к отражению советского наступления Берлин был разделён на 9 секторов обороны. Центральный сектор, включающий в себя здания правительственных учреждений, включая рейхсканцелярию, здание гестапо и Рейхстаг, был хорошо укреплён и оборонялся отборными частями СС. Именно к центральному сектору стремились прорваться армии 1-го Белорусского и 1-го Украинского фронтов. По мере приближения советских войск к конкретным учреждениям командование фронта и армий ставило задачи на овладение этими объектами.
Днём 27 апреля задача по овладению рейхстагом была поставлена перед 11-м гвардейским танковым корпусом 1-й гвардейской танковой армии. Однако в последующие сутки танкистам не удалось её выполнить из-за сильного сопротивления немецких войск.
Действующая в составе 1-го Белорусского фронта 3-я ударная армия под командованием В. И. Кузнецова первоначально не предназначалась для штурма центральной части города. Однако в результате семидневных ожесточённых боёв именно она 28 апреля оказалась ближе всех к району рейхстага.

## Силы и состав сторон

### РККА
79-й стрелковый корпус (генерал-майор Семён Перевёрткин) в составе:
150-я стрелковая дивизия (генерал-майор Василий Шатилов);
- 756-й стрелковый полк (полковник Фёдор Зинченко);
1-й батальон (капитан Степан Неустроев);
2-й батальон (капитан Иван Клименков);
- 469-й стрелковый полк (полковник Михаил Мочалов);
- 674-й стрелковый полк (подполковник Алексей Плеходанов):
1-й батальон (капитан Василий Давыдов);
2-й батальон (майор Яков Логвиненко);
- 328-й артиллерийский полк (майор Георгий Гладких);
- 1957-й истребительно-противотанковый артиллерийский полк (подполковник Константин Серов);

171-я стрелковая дивизия (полковник Алексей Негода);
- 380-й стрелковый полк (майор Виктор Шаталин):
1-й батальон (ст. лейтенант Константин Самсонов);
- 525-й стрелковый полк (подполковник Василий Адамов);
- 713-й стрелковый полк (подполковник Мухамед-Гали Мухтаров);
- 357-й артиллерийский полк;

207-я стрелковая дивизия (полковник Василий Асафов);
- 597-й стрелковый полк (подполковник Иван Ковязин);
- 598-й стрелковый полк (подполковник Александр Вознесенский);

Приданные части;
- 86-я тяжёлая гаубичная артиллерийская бригада (полковник Николай Сазонов);
- 104-я гаубичная артиллерийская бригада большой мощности (полковник Павел Соломиенко);
- 124-я гаубичная артиллерийская бригада большой мощности (полковник Григорий Гутин);
- 136-я пушечная артиллерийская бригада (полковник Андрей Писарев);
- 1203-й самоходно-артиллерийский полк (подполковник Александр Серов);
- 351-й гвардейский тяжёлый самоходно-артиллерийский полк (подполковник Виктор Герцев);
- 23-я танковая бригада (полковник Семён Кузнецов):
танковый батальон (майор Иван Ярцев);
танковый батальон (капитан Степан Красовский);
- 88-й отдельный гвардейский тяжёлый танковый полк (подполковник Пётр Мжачих);
- 85-й отдельный танковый полк (полковник Сергей Тарасов).

### Вермахт
- Часть сил 9-го сектора обороны Берлина;
- Сводный батальон курсантов военно-морского училища г. Ростока;
- Подразделения 11-й моторизованной дивизии СС «Нордланд» и 33-й пехотной дивизии СС «Шарлемань», разведывательный батальон 15-й гренадерской дивизии СС (латышской № 1)[7][8][9].

Всего район рейхстага обороняло около 5000 человек. Из них гарнизон рейхстага составлял около 1000 человек.

## Ход боёв

### 28 апреля

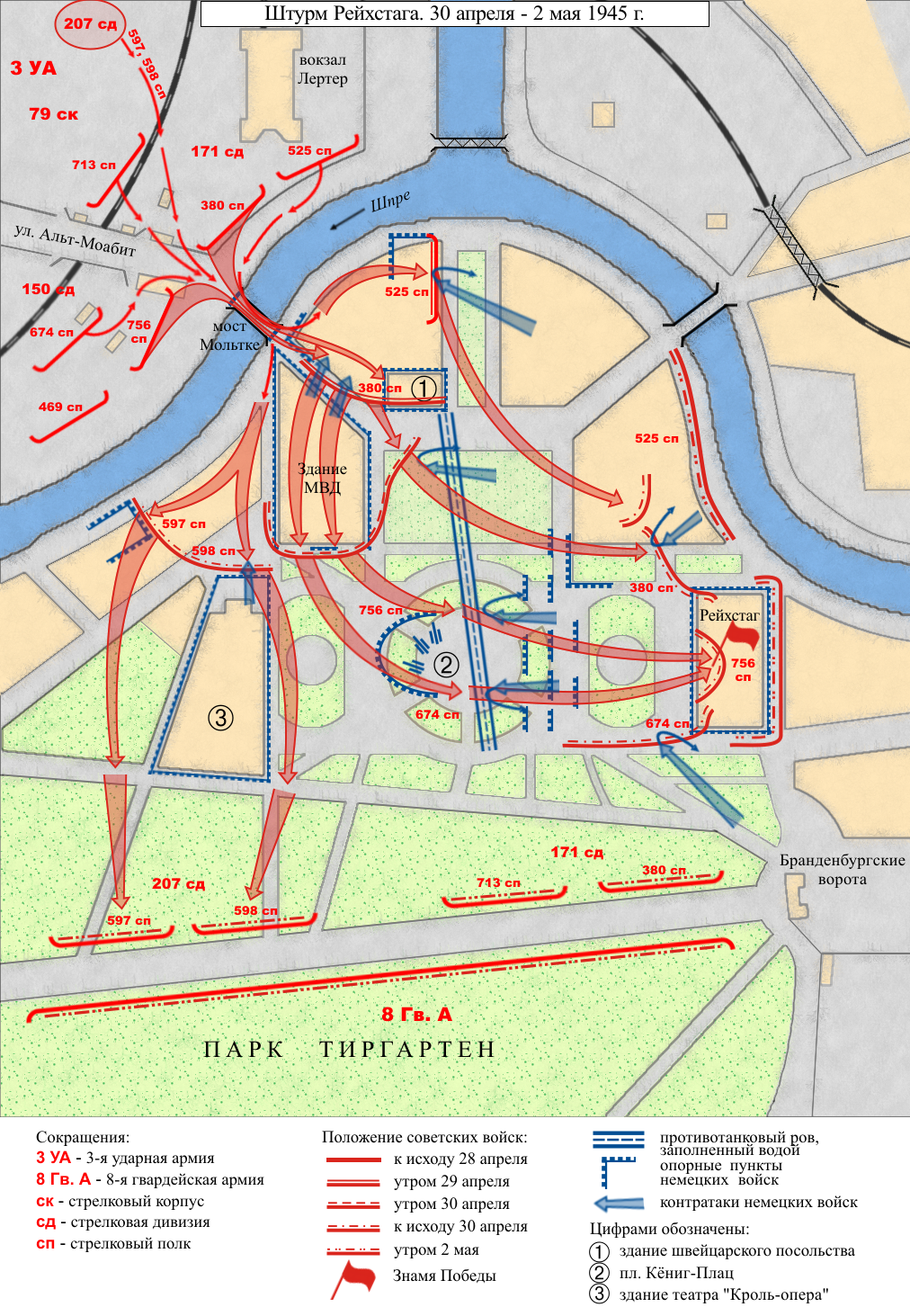
Карта штурма

К вечеру 28 апреля части 79-го стрелкового корпуса 3-й ударной армии заняли район Моабит и с северо-запада подошли к району, где кроме рейхстага, располагались здание министерства внутренних дел, театр Кролль-опера, швейцарское посольство и ряд других сооружений. Хорошо укреплённые и приспособленные к долговременной обороне, вместе они представляли собой мощный узел сопротивления.
Задача по овладению рейхстагом была поставлена 28 апреля в боевом распоряжении командира 79-го стрелкового корпуса генерал-майора Семёна Перевёрткина:

…
3. 150-й стрелковой дивизии — одним стрелковым полком — оборона на р. Шпрее. Двумя стрелковыми полками продолжить наступление с задачей форсировать р. Шпрее и овладеть западной частью рейхстага…
4. 171-й стрелковой дивизии продолжать наступление в своих границах с задачей форсировать р. Шпрее и овладеть восточной частью рейхстага…

Перед наступающими войсками лежала очередная водная преграда — река Шпре. Её трёхметровые железобетонные берега исключали возможность переправы на подручных средствах. Единственный путь на южный берег лежал через мост Мольтке, который при приближении советских частей был подорван немецкими сапёрами, но не обрушился, а лишь деформировался. С обоих концов мост перекрывали железобетонные стенки толщиной в метр и высотой около полутора метров. С ходу захватить мост не удалось, так как все подходы к нему простреливались многослойным пулемётным и артиллерийским огнём. Повторный штурм моста было решено предпринять после тщательной подготовки. Мощным артиллерийским огнём были уничтожены огневые точки в зданиях на набережных Кронпринцен-уфер и Шлиффен-уфер и подавлены немецкие батареи, обстреливавшие мост.

### 29 апреля
К утру 29 апреля передовые батальоны 150-й и 171-й стрелковых дивизий под командованием капитана С. А. Неустроева и старшего лейтенанта К. Я. Самсонова переправились на противоположный берег Шпрее.
После переправы советские части завязали бои за квартал, расположенный к юго-востоку от моста Мольтке. Среди прочих строений в квартале находилось здание швейцарского посольства, выходившее фасадом на площадь перед рейхстагом и являвшееся важным элементом в общей системе немецкой обороны. Тем же утром здание швейцарского посольства было очищено от противника ротами старшего лейтенанта Панкратова и лейтенанта М. Ф. Гранкина. Следующей целью на пути к рейхстагу было здание Министерства внутренних дел, прозванное советскими солдатами «Домом Гиммлера». Оно представляло собой огромное шестиэтажное здание, занимавшее целый квартал. Прочное каменное здание было дополнительно приспособлено к обороне. Для захвата дома Гиммлера в 7 часов утра была проведена мощная артиллерийская подготовка, сразу по окончании которой на штурм здания устремились советские бойцы. Последующие сутки части 150-й стрелковой дивизии вели бой за здание и к рассвету 30 апреля овладели им. Путь на рейхстаг был открыт.

### 30 апреля
Перед рассветом 30 апреля в районе боевых действий сложилась следующая обстановка. 525-й и 380-й полки 171-й стрелковой дивизии вели бои в кварталах севернее площади Кёнигплац. 674-й полк и часть сил 756-го полка занимались очисткой здания МВД от остатков гарнизона. 2-й батальон 756-го полка вышел ко рву и занял перед ним оборону. 207-я стрелковая дивизия переправлялась через мост Мольтке и готовилась для атаки здания театра Кролль-опера.
Рейхстаг представлял собой настоящую крепость. Окна и двери здания были заложены красным кирпичом, а для ведения пулемётного огня в кладке были оставлены амбразуры. С севера на юг площадь Кёнигплац пересекал котлован линии метро, заполненный водой. Перед фасадом рейхстага на прямую наводку были поставлены четыре батареи 105-миллиметровых и одна — 88-миллиметровых орудий. Обороняющихся поддерживали артиллерийские подразделения, танки и штурмовые орудия, расположенные в парке Тиргартен и у Бранденбургских ворот. Район рейхстага защищал 5-тысячный гарнизон.
Предпринятая утром 30 апреля попытка с ходу овладеть рейхстагом не увенчалась успехом. Атака подразделений 756-го и 674-го полков была отражена сильным огнём со стороны рейхстага и Кролль-оперы.
Повторный штурм был назначен на 13:00. Действиям пехоты должна была предшествовать 30-минутная артиллерийская подготовка. Для её проведения была выделена вся артиллерия 674-го и 756-го полков 150-й стрелковой дивизии, часть артиллерии 171-й стрелковой дивизии и несколько артиллерийских частей корпусного подчинения. К этому времени советские сапёры расчистили и укрепили пострадавший от взрыва мост Мольтке так, чтобы он смог выдержать тяжёлую технику. Часть орудий и танков были переправлены на южный берег Шпрее и нацелены непосредственно на рейхстаг. Только на прямую наводку были поставлены 89 стволов. Они должны были сыграть основную роль в разрушении укреплений и подавлении огневых точек в рейхстаге. Свободного и относительно безопасного пространства для размещения такого количества огневых средств не хватало, поэтому часть артиллерии пришлось затаскивать на второй этаж здания МВД. При необходимости к подавлению огневых средств противника могла быть привлечена вся артиллерия 79-го стрелкового корпуса — свыше 1000 стволов.
Всё время пока шла подготовка и штурм рейхстага, ожесточённые бои шли на правом фланге 150-й стрелковой дивизии в полосе 469-го стрелкового полка. Заняв оборону на правом берегу Шпре, полк несколько суток отбивал многочисленные немецкие атаки, имевшие целью выход во фланг и тыл войскам, наступающим на рейхстаг. Важную роль в отражении немецких атак сыграли артиллеристы. В этих боях отличился командир огневого взвода артиллерии 469-го стрелкового полка И. Ф. Клочков, удостоенный позже звания Героя Советского Союза.
К полудню стрелковые подразделения под прикрытием артиллерийского огня заняли исходное положение для штурма. В 13:00 все орудия, предназначенные для поддержки пехоты, открыли огонь по рейхстагу, прилегающим укреплениям и огневым точкам. Участвуя в общей артиллерийской подготовке, по рейхстагу вёли огонь танки 23-й танковой бригады, 85-го танкового полка и 88-го тяжёлого танкового полка. Части 207-й стрелковой дивизии своим огнём подавили огневые точки, расположенные в здании Кролль-оперы, блокировали её гарнизон и тем самым способствовали штурму. Под прикрытием артподготовки батальоны 756-го, 674-го стрелковых полков перешли в атаку и, с ходу преодолев заполненный водой ров, завязали бой в траншеях и окопах перед рейхстагом.
В 14 часов 25 минут 30 апреля 1945 года лейтенант Рахимжан Кошкарбаев и рядовой Григорий Булатов по-пластунски подползли к центральной части здания и прикрепили красный флаг к колонне у лестницы главного входа. В. М. Шатилов вспоминает:

… с моей позиции на четвёртом этаже было видно, как разбросанные по площади фигуры людей поднимались, пробегали, падали, снова поднимались или же оставались недвижимыми. И все они стягивались, словно к двум полюсам магнита, к парадному входу и к юго-западному углу здания, за которым находился скрытый от моих глаз депутатский вход. Я видел, как над ступенями у правой колонны вдруг зарделось алым пятнышком Знамя.

По воспоминаниям Александра Бессараба одновременно через пролом в северо-западной стене рейхстага, сделанной сапёрами 171-й стрелковой дивизии, группа советских бойцов ворвалась в здание с севера.

Мы видели, как наша пехота продвигается внутри рейхстага от этажа на этаж. Каждый боец имел при себе красненький флажок или какой-нибудь кусок красной тряпки, чтобы показать «вот тут есть флажок», «тут есть флажок» (то есть обозначали таким образом захваченные этажи).
— Александр Бессараб, участник Берлинской битвы и взятия Рейхстага
Поздно вечером 30 апреля 1945 года 1-й батальон 756-го стрелкового полка под командованием капитана С. А. Неустроева, 1-й батальон 674-го стрелкового полка под командованием капитана В. И. Давыдова и 1-й батальон 380-го стрелкового полка под командованием старшего лейтенанта К. Я. Самсонова овладели основной частью рейхстага. В штурме здания также участвовали отдельные группы под командованием майора М. М. Бондаря и капитана В. Н. Макова, танкисты 23-й танковой бригады.
Вечером 30 апреля штурмовая группа в составе старших сержантов М. П. Минина, Г. К. Загитова, А. Ф. Лисименко и сержанта А. П. Боброва под командованием капитана В. Н. Макова ворвались в здание рейхстага. Не замеченные противником, они нашли запертую дверь и выбили её бревном; поднявшись на чердак, группа через слуховое окно пробралась на крышу над западным (парадным) фронтоном здания. В 22 часа 40 минут они установили Красное знамя в отверстие короны скульптуры Богини Победы.
Потеряв верхние этажи, гитлеровцы укрылись в подвале и продолжали сопротивление, рассчитывая вырваться из окружения, отрезав находившихся в рейхстаге советских солдат от основных сил.

### 1 мая

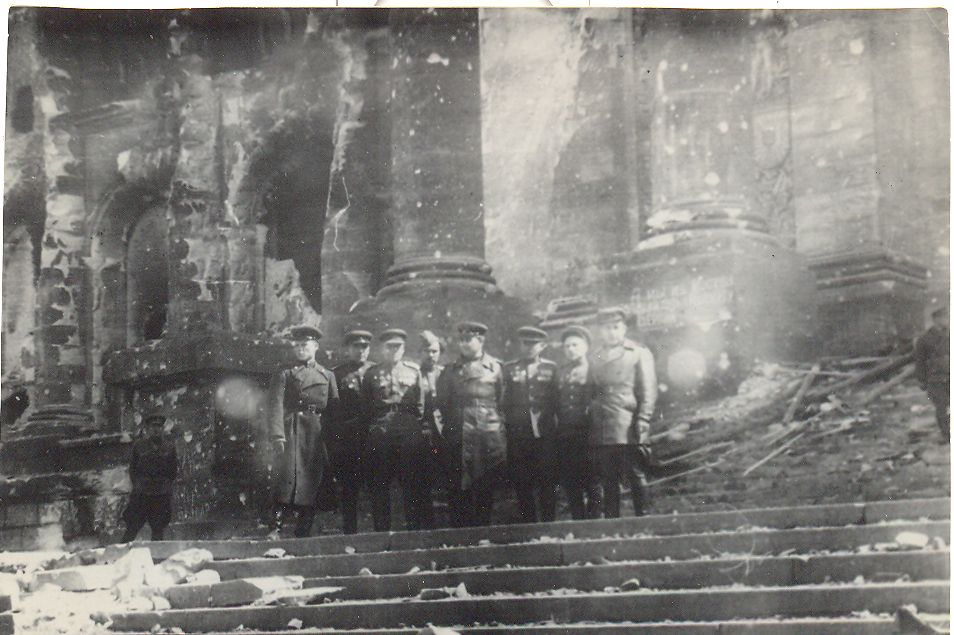
Командование 8 гвардейского танкового корпуса у стен Рейхстага

Ранним утром 1 мая лейтенант А. П. Берест, сержант М. А. Егоров и младший сержант М. В. Кантария при поддержке автоматчиков роты И. А. Сьянова водрузили над рейхстагом штурмовой флаг 150-й стрелковой дивизии, ставший впоследствии Знаменем Победы. В разрушенном здании Рейхстага бойцам пришлось преодолевать завалы, а лестницы были уничтожены, здание частично было разрушено, поэтому Берест, человек богатырского телосложения, под два метра ростом чуть ли не на своих плечах нёс на крышу Егорова и Кантарию, он подставил свою спину, чтобы Егоров и Кантария смогли подняться. Вместе они достигли крыши и закрепили Знамя..
В 10 часов утра 1 мая немецкие войска предприняли согласованную контратаку снаружи и изнутри рейхстага. От Бранденбургских ворот позиции 674-го полка атаковали до 300 гитлеровцев при поддержке десятка танков. Одновременно в атаку перешли немецкие части, оставшиеся в рейхстаге. От разрывов фаустпатронов в нескольких местах здания вспыхнул пожар, который вскоре охватил весь первый этаж. Советским солдатам приходилось сражаться с противником и одновременно бороться с огнём.

Кругом дым, дым, дым. Он колыхался в воздухе чёрными волнами, обволакивал непроницаемой пеленой залы, коридоры, комнаты. Лишь незначительная часть дыма выходила наружу. На людях тлела одежда, обгорели волосы, брови, спирало дыхание.

Когда нас из Рейхстага чуть не выбили, мы задержались на последних метрах, там внутри. Его подожгли: левая часть горела. У нас 12 раненых сгорело и задохнулось там. Обстановка была критическая.
— Василий Устюгов, участник Берлинской битвы
Бой в горящем здании продолжался до позднего вечера. Только после удачной атаки в тыл немецким подразделениям бойцам С. А. Неустроева удалось загнать гитлеровцев в подвальные помещения. Поняв бессмысленность дальнейшего сопротивления, командование гарнизона рейхстага предложило начать переговоры с условием, что с советской стороны в них должен принять участие офицер в звании не ниже полковника. Среди офицеров, находящихся в это время в рейхстаге, не было никого старше майора, а связь с полком не работала. Поэтому было принято решение направить на переговоры рослого и представительного лейтенанта А. П. Береста, предварительно переодев его в форму полковника. После недолгой подготовки на переговоры пошли А. П. Берест в качестве полковника, С. А. Неустроев как его адъютант и рядовой И. Ф. Прыгунов в качестве переводчика. Переговоры начались с предложения А. П. Береста о капитуляции. В ответ немецкие парламентёры заявили о готовности гарнизона сложить оружие, но при условии, что советские солдаты покинут огневые позиции. Своё условие они объяснили опасением, что разгорячённые боем красноармейцы учинят самосуд над сдающимися. Советский «полковник» категорически отверг это предложение и потребовал безоговорочной капитуляции. После этого советская делегация покинула подвал. Только ранним утром 2 мая немецкий гарнизон капитулировал.
На противоположной стороне площади Кёнигсплац весь день 1 мая шёл бой за здание театра Кролль-опера. Только к полуночи, после двух неудачных попыток штурма, 597-й и 598-й полки 207-й стрелковой дивизии овладели зданием театра и водрузили над ним красный флаг, полученный от Военного совета 3-й ударной армии. Из состава гарнизона Кролль-оперы в плен сдались 850 немецких солдат и офицеров.

## Потери
Германия
По донесению начальника штаба 150-й стрелковой дивизии, при взятии рейхстага уничтожено 2500 человек, взято в плен 1650 человек.
СССР
О потерях советских войск, понесённых при штурме рейхстага, точных данных нет.
На мемориальном кладбище в Берлине, в парке Тиргартен (300 м от Бранденбургских ворот и от рейхстага) похоронено 2500 советских солдат.

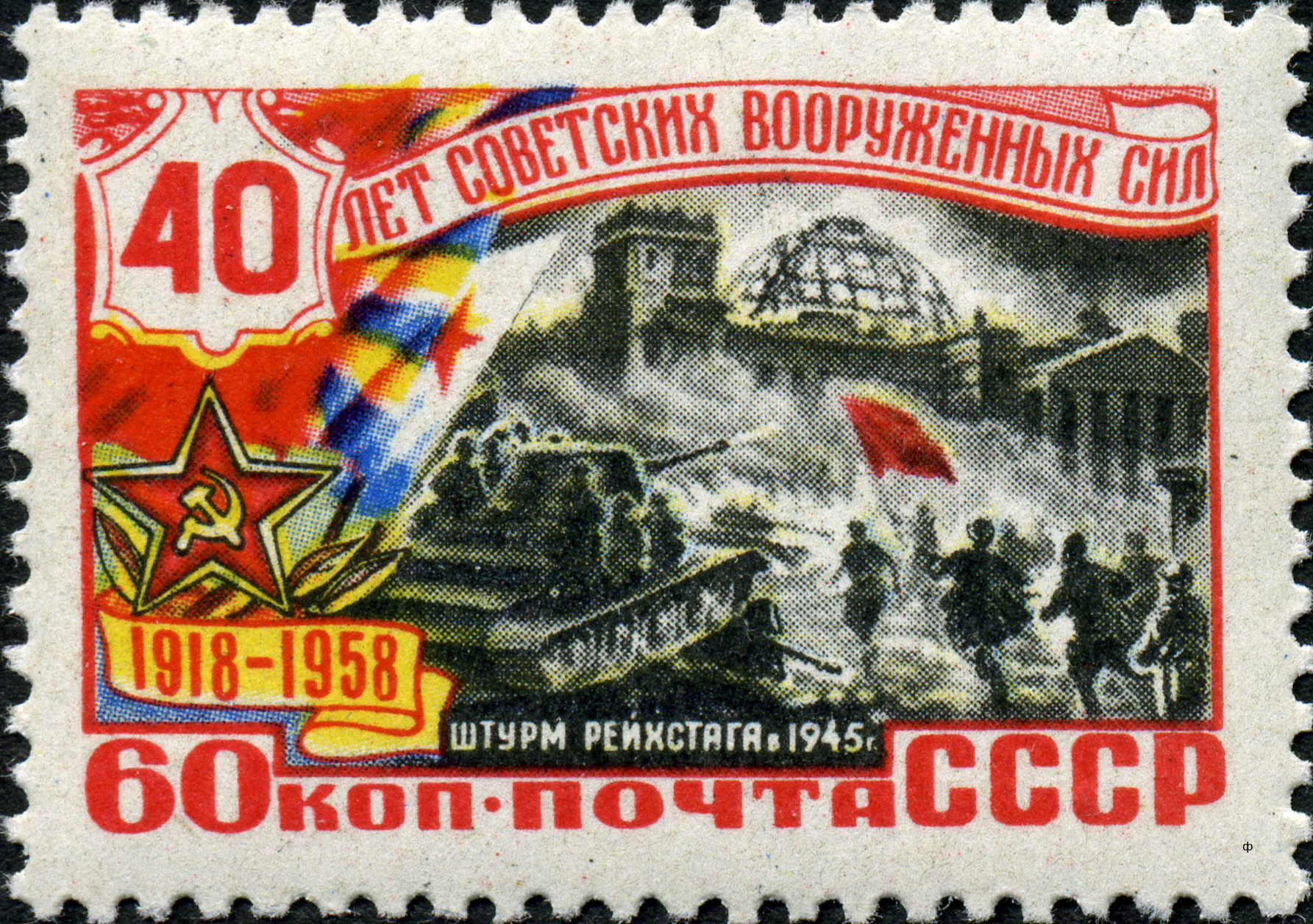
Штурм Рейхстага на почтовой марке СССР, 1958 год.

## Отражение в культуре
- Штурм Рейхстага показан в пятом фильме советской киноэпопеи режиссёра Юрия Озерова «Освобождение».
- В играх Call of Duty и Call of Duty: World at War финальные миссии посвящены взятию здания германского парламента и водружению на нём красного знамени Победы.